# Wikstroemia bicornuta
Wikstroemia bicornuta é uma espécie de planta da família Thymelaeaceae.
É endémica dos Estados Unidos da América.
Está ameaçada por perda de habitat.